# Lucid Dreams
Lucid Dreams (in alternativa Lucid Dreams (Forget Me)) è un singolo del rapper statunitense Juice Wrld, pubblicato il 4 maggio 2018 come secondo estratto dal suo primo album in studio Goodbye & Good Riddance.

## Descrizione
Originariamente pubblicata su SoundCloud a giugno 2017, la canzone, basata su un sample del brano di Sting Shape of My Heart, è stata prodotta da Nick Mira e ha debuttato al numero settantaquattro nella Billboard Hot 100 con un picco al numero due della classifica.

## Video musicale
Il video musicale per Lucid Dreams è stato pubblicato l'11 maggio 2018 su YouTube ed è stato diretto da Cole Bennett. È stato descritto da Milca P. di HotNewHipHop come "psichedelico e astratto".

## Classifiche

### Classifiche settimanali
| Classifica (2018-2020) | Posizione massima |
| ---------------------- | ----------------- |
| Australia              | 8                 |
| Austria                | 26                |
| Belgio (Fiandre)       | 30                |
| Belgio (Vallonia)      | 15                |
| Canada                 | 4                 |
| Danimarca              | 11                |
| Finlandia              | 7                 |
| Francia                | 65                |
| Germania               | 36                |
| Grecia                 | 7                 |
| Irlanda                | 11                |
| Italia                 | 45                |
| Lettonia               | 6                 |
| Norvegia               | 13                |
| Nuova Zelanda          | 3                 |
| Paesi Bassi            | 11                |
| Polonia                | 45                |
| Portogallo             | 3                 |
| Regno Unito            | 10                |
| Repubblica Ceca        | 13                |
| Slovacchia             | 13                |
| Spagna                 | 77                |
| Svezia                 | 5                 |
| Svizzera               | 22                |
| Stati Uniti            | 2                 |
| Ungheria               | 9                 |

### Classifiche di fine anno
| Classifica (2018) | Posizione |
| ----------------- | --------- |
| Australia         | 38        |
| Canada            | 20        |
| Danimarca         | 25        |
| Israele           | 36        |
| Nuova Zelanda     | 33        |
| Paesi Bassi       | 48        |
| Portogallo        | 9         |
| Regno Unito       | 53        |
| Svezia            | 23        |
| Svizzera          | 90        |
| Stati Uniti       | 12        |
| Classifica (2019) | Posizione |
| Australia         | 91        |
| Canada            | 54        |
| Portogallo        | 97        |
| Stati Uniti       | 48        |
| Classifica (2020) | Posizione |
| Australia         | 84        |
| Regno Unito       | 95        |

### Classifiche di fine decennio
| Classifica (2010-2019) | Posizione |
| ---------------------- | --------- |
| Stati Uniti            | 51        |